# Prinia somalica
Prinia somalica là một loài chim trong họ Cisticolidae.